# Cyanate de sodium
Le cyanate de sodium de formule NaOCN est un solide cristallin blanc qui adopte, à température ambiante, une structure cristalline rhomboédrique centrée sur le corps (système cristallin trigonal)[réf. nécessaire].

## Synthèse
Le cyanate de sodium  est produit au laboratoire en introduisant de l'air dans une masse fondue de cyanure de sodium.
{\displaystyle \mathrm {2\ NaCN\ +\ O_{2}\ \longrightarrow \ 2\ NaOCN} }
Industriellement, il est fabriqué en fusionnant de l'urée et du carbonate de sodium.
{\displaystyle \mathrm {2\ CO(NH_{2})_{2}\ +\ Na_{2}CO_{3}\ \longrightarrow } }{\displaystyle \mathrm {2\ NaOCN\ +2\ NH_{3}\ +\ CO_{2}\ +\ H_{2}O} }

## Propriétés
NaOCN est un sel incolore, inodore et hydrosoluble. Il se décompose avant le point d'ébullition, produisant du cyanure d'hydrogène, de l'oxyde de sodium, des oxydes d'azote, du monoxyde de carbone et du dioxyde de carbone. Sa solution aqueuse est alcaline. En solution aqueuse, il s'hydrolyse lentement en ammoniac et en ion formiate.

## Utilisation
Le cyanate de sodium est utilisé comme agent de pontage entre les réactifs dans la production d'herbicides.
Certains fabricants de l'insecticide isocyanate de méthyle exploitent une autre voie réactionnelle utilisant le cyanate de sodium.
Dans le traitement de l'acier, le cyanate de sodium et le cyanate de potassium sont utilisés pour le durcissement superficiel des pièces en acier. Les surfaces de frottement des cylindres dans les moteurs à piston en sont un exemple.
Le cyanate de sodium est utilisé comme auxiliaire textile pour façonner des fibres protéiniques et pour la production d’urées substituées.